# هيلدا هايوارد
هيلدا هايوارد (بالإنجليزية: Hilda Hayward)‏ هي مونتيرة ومصورة سينمائية نيوزيلندية، ولدت في 26 سبتمبر 1898 في تاكابونا ‏ في نيوزيلندا، وتوفيت في 3 يناير 1970.

## وصلات خارجية
- هيلدا هايوارد على موقع IMDb (الإنجليزية)